# チームA 1st Stage「PARTYが始まるよ」
『チームA 1st Stage「PARTYが始まるよ」』（チームエー ファーストステージ パーティがはじまるよ）は、AKB48チームA劇場公演の1st Stageである。
本項では、その後の別チームによる「おさがり」公演についても記述する。また、それぞれの公演を収録したCD、DVDについても記述する。

## 概要
AKB48が劇場デビューした2005年12月8日のこけら落とし公演で披露されたAKB48の劇場公演で最初の演目（セットリスト）である。
後にチームAとなるAKB48の1期生での公演に加え、この演目はAKB48チームK、AKB48チーム8、SKE48のオリジナルメンバー（後のチームS）、NGT48チームNIIIそれぞれの1st公演で使用されてきた。その他、演目としてSKE48研究生、SKE48の7期生、NMB48の2期生、NMB48チームBll、HKT48研究生、NGT48研究生の公演でも使用されている。

## 公演内容

### 曲目
1. overture
（作曲・編曲：尾澤拓実、歌：TAZ）
全AKB48公演共通である。
2. PARTYが始まるよ
（作詞：秋元康、作曲：ZERO-ROCK、編曲：百石元）
3. Dear my teacher
（作詞：秋元康、作曲：岡田実音、編曲：景家淳）
4. 毒リンゴを食べさせて
（作詞：秋元康、作曲・編曲：樫原伸彦）
5. スカート、ひらり
（作詞：秋元康、作曲：岡田実音、編曲：梅堀淳）
6. クラスメイト
（作詞：秋元康、作曲：上杉洋史、編曲：山崎一稔）
7. あなたとクリスマスイブ
（作詞：秋元康、作曲：SHUJI、編曲：山崎一稔）
8. キスはだめよ
（作詞：秋元康、作曲：大内哲也、編曲：山崎淳）
9. 星の温度
（作詞：秋元康、作曲・編曲：大内哲也）
10. 桜の花びらたち
（作詞：秋元康、作曲：上杉洋史、編曲：樫原伸彦）
11. 青空のそばにいて
（作詞：秋元康、作曲：八重樫ゆう一、編曲：山崎一稔）

アンコール
1. AKB48
（作詞：秋元康、作曲：渡辺未来、編曲：高梨康治）
公演途中で1番の歌詞「TSUKUMO ヨドバシ 俺コン」が「TSUKUMO DoCoMoショップ」を経て「TSUKUMO UDX」に変更。また「ガシャポン」の名前を使用することができず変更されている（ともに商標であり許諾が権利者から下りなかった）。
2. スカート、ひらり（アンコールver.）
3. 桜の花びらたち（アンコールver.）

SKE48では、「overture」がSKE48 ver.となり、「AKB48」が「SKE48」となる。「スカート、ひらり（アンコールver.）」が、「大声ダイヤモンド（SKE48 ver.）」や「強き者よ」になる場合もある。「あなたとクリスマスイブ」を使用しない公演もある。
- overture（SKE48 ver.）
（作編曲：尾澤拓実、歌：TAZ）
- SKE48
（作詞：秋元康、作曲：渡辺未来、編曲：高梨康治）
- 大声ダイヤモンド（SKE48 ver.）
（作詞：秋元康、作曲・編曲：井上ヨシマサ）
- 強き者よ
（作詞：秋元康、作曲：上田晃司、編曲：野中“まさ”雄一）

NMB48では、「overture」がNMB48 ver.となり、「AKB48」が「NMB48」となる。「桜の花びらたち（アンコールver.）」がなくなり、「NMB48」と「スカート、ひらり（アンコールver.）」の間に「メドレー」が入る。
- overture（NMB48 ver.）
（作編曲：尾澤拓実、歌：TAZ）
- NMB48
（作詞：秋元康、作曲：渡辺未来、編曲：高梨康治）
- メドレー
  - 絶滅黒髪少女
（作詞：秋元康、作曲・編曲：GRAVITY）
  - 青春のラップタイム
（作詞：秋元康、作曲：川浦正大、編曲：野中“まさ”雄一）
  - 待ってました、新学期
（作詞：秋元康、作曲・編曲：市川裕一）
  - 僕が負けた夏
（作詞：秋元康、作曲：ツキダタダシ、編曲：野中“まさ”雄一）
  - ポニーテールとシュシュ
（作詞：秋元康　作曲：多田慎也　編曲：生田真心）
  - ヘビーローテーション
（作詞：秋元康　作曲：山崎燿　編曲：田中ユウスケ）

HKT48では、「overture」がHKT48 ver.となり、「AKB48」が「HKT48」となる。
チーム8では、ダブルアンコールが用意されている。
ダブルアンコール
- チーム8スペシャルメドレー
  - 言い訳Maybe
（作詞：秋元康、作曲：俊龍、編曲：野中“まさ”雄一）
  - ポニーテールとシュシュ
  - ラブラドール・レトリバー
（作詞：秋元康、作曲：丸谷マナブ、編曲：佐々木裕）
  - 恋する充電プリウス〜恋するフォーチュン・クッキー2〜
（作詞；秋元康、作曲：伊藤心太郎）

2014年11月16日公演からは、スペシャルメドレーの楽曲を一部変更した新スペシャルメドレーに変わった。
- チーム8新スペシャルメドレー
  - 47の素敵な街へ
（作詞：秋元康、作曲：Sungho、編曲：野中“まさ”雄一）
  - 言い訳Maybe
  - Everyday、カチューシャ
（作詞：秋元康、作曲：井上ヨシマサ）
  - 恋する充電プリウス〜恋するフォーチュン・クッキー2〜

2015年公演からは、下記に変更となった。
- チーム8 2015スペシャルメドレー
  - 47の素敵な街へ
  - へなちょこサポート
  - 恋する充電プリウス
  - 制服の羽根

- 心のプラカード（2014年）／ 汚れている真実（2015年）
- 挨拶から始めよう（2014年）／ 僕たちは戦わない（2015年）

### 演出
- 振り付け担当：夏まゆみ（「大声ダイヤモンド」「強き者よ」は牧野アンナ）
- 「あなたとクリスマスイブ」では、メンバーの一人がピアノ演奏をする。

## AKB48 チームA 1st Stage「PARTYが始まるよ」公演
公演期間
2005年12月8日 - 2006年3月31日
出演メンバー
板野友美・宇佐美友紀・浦野一美・大江朝美・大島麻衣・折井あゆみ・川崎希・小嶋陽菜・駒谷仁美・佐藤由加理・篠田麻里子・高橋みなみ・戸島花・中西里菜・成田梨紗・平嶋夏海・星野みちる・前田敦子・増山加弥乃・峯岸みなみ・渡邊志穂
※篠田は1月22日から加入。宇佐美は最終日で卒業。

ユニット曲担当
- 1stユニット
  - スカート、ひらり（大島・小嶋・高橋・成田・前田）
  - クラスメイト（駒谷・佐藤・戸島・中西）
  - あなたとクリスマスイブ（折井・星野（ピアノも担当））
  - キスはだめよ（浦野・大島・渡邊）
  - 星の温度（板野・宇佐美・大江・川崎）

- 2ndユニット
  - スカート、ひらり（板野・大島・小嶋・高橋・中西・成田・前田）
  - クラスメイト（浦野・折井・川崎・星野）
  - キスはだめよ（小嶋・篠田・峯岸）
  - 星の温度（高橋・前田・平嶋・増山）

## AKB48 チームK 1st Stage「PARTYが始まるよ」公演
公演期間
2006年4月1日 - 7月5日
リバイバル公演
2006年11月8日 - 12月14日
出演メンバー
秋元才加・今井優・上村彩子・梅田彩佳・大島優子・大堀恵・奥真奈美・小野恵令奈・河西智美・小林香菜・佐藤夏希・高田彩奈・野呂佳代・早野薫・増田有華・松原夏海・宮澤佐江
※上村は2006年6月17日付で脱退。

ユニット担当
- 1stユニット
  - スカート、ひらり（秋元・梅田・大島・小林・宮澤）
  - クラスメイト（奥・小野・早野・増田・松原）
  - キスはだめよ（大堀・佐藤・野呂）
  - 星の温度（秋元・河西・高田・宮澤）

「あなたとクリスマスイブ」はセットリストに含まれない。

## SKE48 チームS 1st Stage「PARTYが始まるよ」公演
公演期間
2008年10月5日 - 2009年2月8日
出演メンバー
大矢真那・小野晴香・桑原みずき・佐藤実絵子・新海里奈・鈴木きらら・高井つき奈・高田志織・出口陽・中西優香・平田璃香子・平松可奈子・松井珠理奈・松井玲奈・松下唯・矢神久美・山下もえ
※鈴木は2008年11月24日付で卒業。平松は11月29日に昇格。

ユニット担当
- スカート、ひらり（松井珠・桑原・平田・高田・新海）
- クラスメイト（矢神・大矢・鈴木→平松・高井・松井玲）
- あなたとクリスマスイブ（佐藤（ピアノも担当）・出口）
- キスはだめよ（小野・桑原・中西）
- 星の温度（高田・松井珠・松下・山下）

## SKE48 研究生公演「PARTYが始まるよ」
公演期間
2010年2月16日 - 2012年8月12日
2012年2月27日以降は、同日から公演が始まった「会いたかった」公演と本公演の2公演を並行して行う形態となっていた。

出演メンバー
阿比留李帆・井口栞里・磯原杏華・市野成美・犬塚あさな・今出舞・岩永亞美・上野圭澄・内山命・江籠裕奈・大脇有紗・小木曽汐莉・荻野利沙・加藤るみ・木﨑ゆりあ・鬼頭桃菜・木下有希子・後藤理沙子・小林絵未梨・斉藤真木子・佐藤実絵子・新海里奈・菅なな子・須田亜香里・新土居沙也加・二村春香・野々山茉琳・秦佐和子・半田礼音・日置実希・藤本美月・古畑奈和・松村香織・間野春香・水埜帆乃香・宮前杏実・森紗雪・矢方美紀・山田恵里伽・山田みずほ
※小木曽は2010年2月25日付でチームKIIへ昇格。木下・須田は2月27日付でチームSへ昇格。新海・森が3月30日付でチームSより降格。新海・半田・森が5月8日付で卒業。木﨑は6月23日付でチームSへ昇格。加藤は8月21日付でチームSへ昇格。12月6日付で阿比留・後藤・秦・矢方はチームKIIへ昇格、磯原・上野・間野・山田恵はチームEへ昇格、井口・内山・鬼頭・斉藤がチームKIIより降格。野々山が2011年2月23日で卒業。今出が2012年5月31日で卒業。

ユニット担当
- スカート、ひらり（今出・小木曽・木﨑・後藤・須田・秦・矢方）
- クラスメイト（磯原・上野・半田・松村・間野）
- あなたとクリスマスイブ（佐藤（ピアノも担当）・秦）
- キスはだめよ（阿比留・木下・山田）
- 星の温度（上野・加藤・木﨑・須田）

## NMB48 2期生公演「PARTYが始まるよ」
公演期間
2011年8月13日 - 2012年5月2日
初日メンバー
東由樹、石田優美、大谷莉子、岡田梨紗子、小鷹狩佑香、島田玲奈、城恵理子、高野祐衣、瀧山あかね、谷川愛梨、林萌々香、藤田留奈、村上文香、村瀬紗英、矢倉楓子、與儀ケイラ
※島田は2011年9月2日から12月31日まで休演（謹慎のため）。瀧山は2012年1月15日付で卒業。大谷は2012年1月15日付で卒業。岡田は2012年2月18日付で卒業。小鷹狩・島田・城・高野・谷川・藤田・村上・村瀬・矢倉・與儀は2012年1月26日付でチームMへ昇格。小鷹狩は5月6日付で卒業。

ユニット担当
- スカート、ひらり（大谷→矢倉、城、谷川、村上、與儀）
- クラスメイト（東、石田、岡田、瀧山）
- あなたとクリスマスイブ（村上（ピアノも担当）、島田）
- キスはだめよ（小鷹狩、高野、村瀬）
- 星の温度（林、藤田、矢倉→大谷、與儀）

その他出演メンバー（初出演日）
三田麻央（8月13日）、山本ひとみ（8月13日）、中川紘美（8月23日）、鵜野みずき（8月31日）、西澤瑠莉奈（9月5日）、古賀成美（9月9日）、佐藤天彩（9月9日）

## HKT48 研究生公演「PARTYが始まるよ」
HKT48で「研究生公演」とアナウンスされた初の公演となった。
公演期間
2012年9月30日 - 2013年11月5日 計218回

公演メンバー
秋吉優花、安陪恭加、伊藤来笑、井上由莉耶、今田美奈、宇井真白、上野遥、梅本泉、岡田栞奈、岡本尚子、草場愛、神志那結衣、後藤泉、駒田京伽、坂口理子、田島芽瑠、田中優香、谷真理佳、冨吉明日香、朝長美桜、深川舞子、渕上舞、山田麻莉奈
- ユニット担当

- スカート、ひらり（上野、梅本、駒田、田島、朝長、渕上）
- クラスメイト（秋吉、伊藤、岡田、田中、谷）
- あなたとクリスマスイブ（草場、坂口（ピアノも担当）、岡本）
- キスはだめよ（今田、草場、神志那、駒田、坂口）
- 星の温度（安陪、上野、岡本、後藤、田島、渕上）

## NMB48 チームBII「PARTYが始まるよ」公演
公演日：2013年9月13日
出演メンバー
赤澤萌乃、石塚朱莉、井尻晏菜、植田碧麗、梅原真子、太田夢莉、加藤夕夏、上枝恵美加、日下このみ、久代梨奈、黒川葉月、河野早紀、小林莉加子、室加奈子、薮下柊、山内つばさ
※この公演はチームBIIが2013年9月7日-13日に行った企画『騙されたと思って食べてみてウィーク』の最終日にサプライズとして1度だけ披露された。後にDVD『Team BII 1st stage「会いたかった」千秋楽-2013.10.17-』のDisc.2に収録。

ユニット担当
- スカート、ひらり（赤澤、太田、加藤、久代、薮下）
- クラスメイト（植田、梅原、黒川、河野）
- あなたとクリスマスイブ（薮下（ピアノも担当）、室）
- キスはだめよ（井尻、加藤、山内）
- 星の温度（石塚、上枝、日下、小林）

## AKB48 チーム8「PARTYが始まるよ」公演
公演期間
2014年8月5日 - 2015年8月16日
リバイバル公演
2015年12月5日15時00分開始と18時30分開始の2回。
出演メンバー
阿部芽唯・岩﨑萌花・太田奈緒・大西桃香・岡部麟・小栗有以・小田えりな・北玲名・行天優莉奈・倉野尾成美・近藤萌恵里・坂口渚沙・佐藤朱・佐藤栞・佐藤七海・下尾みう・清水麻璃亜・下青木香鈴・高岡薫・髙橋彩音・谷優里・谷川聖・長久玲奈・中野郁海・永野芹佳・橋本陽菜・服部有菜・濵咲友菜・濵松里緒菜・早坂つむぎ・左伴彩佳・人見古都音・廣瀬なつき・福地礼奈・藤村菜月・本田仁美・宮里莉羅・舞木香純・森脇由衣・谷口もか・山田菜々美・山本亜依・山本瑠香・横道侑里・横山結衣・吉川七瀬・吉野未優・吉田華恋
※吉田は2015年6月27日の公演から参加。

## SKE48 7期生公演「PARTYが始まるよ」
公演期間
2015年7月6日 -
出演メンバー
相川暖花・浅井裕華・太田彩夏・小畑優奈・片岡成美・川崎成美・後藤楽々・末永桜花・杉山愛佳・髙畑結希・辻のぞみ・野島樺乃・町音葉・村井純奈・和田愛菜・一色嶺奈・上村亜柚香・白井琴望・水野愛理・菅原茉椰
※一色・上村・白井・水野・菅原はドラフト研究生である。2015年11月28日付で杉山・野島がチームSへ昇格、小畑・白井がチームKIIへ昇格、後藤楽・菅原がチームEへ昇格。辻は11月30日付で辞退。

## NGT48 チームNIII 1st Stage「PARTYが始まるよ」公演
公演期間
2016年1月10日 - 5月15日
初日は、NGT48劇場のグランドオープン公演として実施。

出演メンバー
荻野由佳・小熊倫実・柏木由紀・加藤美南・北原里英・佐藤杏樹・菅原りこ・高倉萌香・太野彩香・中井りか・西潟茉莉奈・長谷川玲奈・本間日陽・村雲颯香・山口真帆・山田野絵
※初日にチームNIIIが結成された。
ユニット曲担当
- スカート、ひらり（加藤、高倉、太野、中井、本間）
- クラスメイト（荻野、小熊、北原、長谷川、山口）
- あなたとクリスマスイブ（柏木、佐藤）
- キスはだめよ（西潟、村雲、山田）
- 星の温度（加藤、菅原、高倉、太野）

アンコールはNGT48独自のセットリストが組まれている。

## NGT48 研究生「夏の二次会PARTY」公演
公演期間
2016年8月9日 - 2016年10月6日
「PARTYが始まるよ」公演をベースにして、一部セットリストを変更している。研究生は10名だったためチームNIIIメンバーがサポートメンバーとして参加する。

出演メンバー
大滝友梨亜・角ゆりあ・日下部愛菜・清司麗菜・高橋真生・中村歩加・奈良未遥・西村菜那子・水澤彩佳・宮島亜弥

## NGT48 研究生「PARTYが始まるよ・ガルベストン通り」公演
公演タイトルとなっている「ガルベストン通り」は、NGT48劇場があるラブラ2の前を通る道路の愛称で、新潟市の姉妹都市であるガルベストン市（アメリカ合衆国テキサス州）にちなんで命名されたものである。
公演期間
2016年10月13日 - 2017年10月29日
「夏の二次会PARTY」公演と同じく、「PARTYが始まるよ」公演をベースにして、一部セットリストを変更している。研究生は16名に満たないためチームNIIIメンバーがサポートメンバーとして参加する。

出演メンバー
大滝友梨亜・角ゆりあ・日下部愛菜・清司麗菜・高橋真生・中村歩加・奈良未遥・西村菜那子・水澤彩佳・宮島亜弥
※水澤は2017年3月31日付で卒業

## NGT48 研究生「PARTYが始まるよ・えちご雪椿」公演
公演期間
2017年11月12日 - 2018年6月24日
「夏の二次会PARTY」、「ガルベストン通り」に続き、「PARTYが始まるよ」公演をベースにしたセットリストになっている。8名の研究生にサポートメンバーとしてチームNIIIメンバー6名を加えた計14名で行われる。

出演メンバー
角ゆりあ・日下部愛菜・清司麗菜・高橋真生・中村歩加・奈良未遥・西村菜那子・宮島亜弥

## NGT48 研究生「PARTYが始まるよ〜研究生の息吹を感じて!〜」公演
公演期間
2018年12月24日 - 
これ以前のNGT48研究生公演の例にならい「PARTYが始まるよ」公演をベースにしたセットリストになっている。ドラフト3期生と2期生の研究生のみで行われている。

## スタジオ収録CD
公演曲を公演メンバーがスタジオ収録したものである。

### チームA 1st Stage「PARTYが始まるよ」（CD）
ジャケット写真（再発盤）：高橋みなみ
収録メンバー
板野友美・浦野一美・大江朝美・大島麻衣・折井あゆみ・川崎希・小嶋陽菜・駒谷仁美・佐藤由加理・篠田麻里子・高橋みなみ・戸島花・中西里菜・成田梨紗・平嶋夏海・星野みちる・前田敦子・増山加弥乃・峯岸みなみ・渡邊志穂
収録曲
通常盤・初回限定盤・再発盤ともに、収録曲は共通。
1. overture
2. PARTYが始まるよ
3. Dear my teacher
4. 毒リンゴを食べさせて
5. スカート、ひらり（歌：高橋・前田・小嶋・大島・成田・板野・中西）
6. クラスメイト（歌：浦野・折井・川崎・星野）
7. あなたとクリスマスイブ（歌：折井・星野）
8. キスはだめよ（歌：峯岸・篠田・小嶋）
9. 星の温度（歌：高橋・前田・平嶋・増山）
10. 桜の花びらたち
11. 青空のそばにいて
12. AKB48

再発盤に限り、Disc 2に各楽曲のオフヴォーカル版を収録。

### チームK 1st Stage「PARTYが始まるよ」（CD）
収録メンバー
秋元才加・今井優・梅田彩佳・大島優子・大堀恵・奥真奈美・小野恵令奈・河西智美・小林香菜・佐藤夏希・高田彩奈・野呂佳代・早野薫・増田有華・松原夏海・宮澤佐江
収録曲
通常盤・初回限定盤ともに、収録曲は共通。再発盤は「スカート、ひらり（アンコールver.）」が未収録となっている。
1. overture
2. PARTYが始まるよ
3. Dear my teacher
4. 毒リンゴを食べさせて
5. スカート、ひらり（歌：秋元・梅田・大島・小林・宮澤）
6. クラスメイト（歌：奥・小野・早野・増田・松原）
7. キスはだめよ（歌：大堀・佐藤・野呂）
8. 星の温度（歌：高田・河西・秋元・宮澤）
9. 桜の花びらたち
10. 青空のそばにいて
11. AKB48
12. スカート、ひらり（アンコールver.）※再発盤では未収録

再発盤に限り、Disc 2に各楽曲のオフヴォーカル版を収録。

### Team S 1st「PARTYが始まるよ」
収録メンバー
大矢真那・小野晴香・桑原みずき・佐藤実絵子・新海里奈・高井つき奈・高田志織・出口陽・中西優香・平田璃香子・平松可奈子・松井珠理奈・松井玲奈・松下唯・矢神久美・山下もえ
収録曲
通常盤・初回限定盤ともに、収録曲は共通。
1. overture(SKE48 ver.)
2. PARTYが始まるよ
3. Dear my teacher
4. 毒リンゴを食べさせて
5. スカート、ひらり（歌：松井珠・桑原・平田・高田・新海）
6. クラスメイト（歌：矢神・大矢・平松・高井・松井玲）
7. あなたとクリスマスイブ（歌：佐藤・出口）
8. キスはだめよ（歌：小野・桑原・中西）
9. 星の温度（歌：高田・松井珠・松下・山下）
10. 桜の花びらたち
11. 青空のそばにいて
12. SKE48
13. 大声ダイヤモンド

## 劇場公演DVD

### チームA 1st Stage「PARTYが始まるよ」（DVD）
2006年8月11日に劇場内グッズ売場限定発売AKSレーベルで『チームA PARTYが始まるよ 〜1st stage〜』として発売後、2007年3月21日に他の公演DVDとともに5作品同時発売をした。
収録メンバー
板野友美・宇佐美友紀・浦野一美・大江朝美・大島麻衣・折井あゆみ・川崎希・小嶋陽菜・駒谷仁美・佐藤由加理・高橋みなみ・戸島花・中西里菜・成田梨紗・平嶋夏海・星野みちる・前田敦子・増山加弥乃・峯岸みなみ・渡邊志穂
収録曲
1. overture
2. PARTYが始まるよ
3. Dear my teacher
4. 毒リンゴを食べさせて
5. スカート、ひらり（歌：高橋・前田・小嶋・大島麻・成田）
6. クラスメイト（歌：中西・駒谷・佐藤・戸島）
7. あなたとクリスマスイブ（歌とピアノ：星野、歌：折井）
8. キスはだめよ（歌：大島・浦野・渡邊）
9. 星の温度（歌：板野・大江・川崎・宇佐美）
10. 桜の花びらたち
11. 青空のそばにいて
12. AKB48
13. スカート、ひらり（アンコールver.）
14. 桜の花びらたち（アンコールver.）

### チームK 1st Stage「PARTYが始まるよ」（DVD）
収録メンバー
秋元才加・今井優・梅田彩佳・大島優子・大堀恵・奥真奈美・小野恵令奈・河西智美・小林香菜・佐藤夏希・高田彩奈・野呂佳代・早野薫・増田有華・松原夏海・宮澤佐江
収録曲
1. overture
2. PARTYが始まるよ
3. Dear my teacher
4. 毒リンゴを食べさせて
5. スカート、ひらり（歌：秋元・梅田・大島・小林・宮澤）
6. クラスメイト（歌：奥・小野・早野・増田・松原）
7. キスはだめよ（歌：大堀・佐藤・野呂）
8. 星の温度（歌：高田・河西・秋元・宮澤）
9. 桜の花びらたち
10. 青空のそばにいて
11. AKB48
12. スカート、ひらり（アンコールver.）
13. 桜の花びらたち（アンコールver.）

### チームS 1st Stage「PARTYが始まるよ」（DVD）
収録メンバー
大矢真那・小野晴香・桑原みずき・佐藤実絵子・新海里奈・高井つき奈・高田志織・出口陽・中西優香・平田璃香子・平松可奈子・松井珠理奈・松井玲奈・松下唯・矢神久美・山下もえ
収録曲
1. overture（SKE48 ver.）
2. PARTYが始まるよ
3. Dear my teacher
4. 毒リンゴを食べさせて
5. スカート、ひらり（歌：松井珠・桑原・平田・高田・新海）
6. クラスメイト（歌：矢神・高井・松井玲・大矢・平松）
7. あなたとクリスマスイブ（歌とピアノ：佐藤、歌：出口）
8. キスはだめよ（歌：桑原・小野・中西）
9. 星の温度（歌：松井珠・高田・松下・山下）
10. 桜の花びらたち
11. 青空のそばにいて
12. SKE48
13. 大声ダイヤモンド（SKE48ver.）
14. 桜の花びらたち（アンコールver.）
15. overture（ダンスver.）

特典映像
SKE48の軌跡

### NMB48 2期生公演「PARTYが始まるよ」（DVD）
収録メンバー
東由樹・石田優美・古賀成美・島田玲奈・城恵理子・高野祐衣・谷川愛梨・西澤瑠莉奈・林萌々香・藤田留奈・三田麻央・村上文香・村瀬紗英・矢倉楓子・山本ひとみ・與儀ケイラ
収録曲
1. overture（NMB48 ver.）
2. PARTYが始まるよ
3. Dear my teacher
4. 毒リンゴを食べさせて
5. スカート、ひらり
6. クラスメイト
7. あなたとクリスマスイブ
8. キスはだめよ
9. 星の温度
10. 桜の花びらたち
11. 青空のそばにいて
12. 純情U-19
13. NMB48
14. メドレー

1. 絶滅黒髪少女
2. 青春のラップタイム
3. 待ってました、新学期
4. 僕が負けた夏
5. ポニーテールとシュシュ
6. ヘビーローテーション
7. スカート、ひらり（アンコールver.）

2012年5月2日に行われた同公演千秋楽を収録したDVDで、AKB48グループでは初の研究生公演の公演DVDでもある。

### NGT48 TeamNIII 1st「PARTYが始まるよ」NGT48劇場グランドオープン初日公演（DVD・Blu-ray）
収録メンバー
大滝友梨亜・荻野由佳・小熊倫実・柏木由紀・加藤美南・角ゆりあ・北原里英・日下部愛菜・佐藤杏樹・菅原りこ・清司麗菜・高倉萌香・髙橋真生・太野彩香・中井りか・中村歩加・奈良未遥・西潟茉莉奈・西村菜那子・長谷川玲奈・本間日陽・水澤彩佳・宮島亜弥・村雲颯香・山口真帆・山田野絵
収録曲
1. overture（NGT48 ver.）
2. PARTYが始まるよ
3. Dear my teacher
4. 毒リンゴを食べさせて
5. スカート、ひらり
6. クラスメイト
7. あなたとクリスマスイブ
8. キスはだめよ
9. 星の温度
10. 桜の花びらたち
11. 青空のそばにいて
12. 佐渡へ渡る
13. 君のことが好きだから
14. 唇にBe My Baby
15. NGT48
16. 桜の花びらたち（アンコール ver.）

特典映像
NGT48 TeamNIII 1st 「PARTYが始まるよ」千秋楽公演（Disc 2）
収録曲
1. overture（NGT48 ver.）
2. PARTYが始まるよ
3. Dear my teacher
4. 毒リンゴを食べさせて
5. スカート、ひらり
6. クラスメイト
7. あなたとクリスマスイブ
8. キスはだめよ
9. 星の温度
10. 桜の花びらたち
11. 青空のそばにいて
12. 佐渡へ渡る
13. 君のことが好きだから
14. NGT48
15. Maxとき315号
16. 君はどこにいる?

繋げ!AKB48劇場の魂を!NGT48今村の東京→新潟 日本縦断354km行脚!（Disc 3）

## セルフカバーなど
- 桜の花びらたち（AKB48インディーズ1stシングル）
- Dear my teacher（AKB48インディーズ1stシングル・カップリング）
- スカート、ひらり（AKB48インディーズ2ndシングル）
- 青空のそばにいて（AKB48インディーズ2ndシングル・カップリング）